# کارت تکریم منزلت
کارت تکریم منزلت که با عنوان های کارت تکریم و نیز کارت منزلت شناخته می‌شود کارتی است که در ایران به افراد سالمند داده می شود. بر اساس این طرح، دارندگان کارت تکریم منزلت می توانند از خدمات و امکانات شهری مانند کتابخانه ها، مترو، پارکها و اتوبوس به صورت رایگان استفاده کنند. این کارت به افراد دارای ۶۵ سال سن یا بیشتر تعلق می گیرد .
شهرداری تهران تا آبان  ۱۳۹۱ بالغ بر سیصد هزار کارت منزلت بین شهروندان تهرانی توزیع کرده است .